# Spumogen
Spumogen - nazwa proteinowego środka pianotwórczego stosowanego do wytwarzania ciężkiej piany gaśniczej. Zawierał w swoim składzie hydrolizat keratyny otrzymany przez hydrolizę mączki rogowej, kopytnej, a także środki powierzchniowo czynne np. nekalina, stabilizator piany np. siarczan żelaza, hydrosulfit, oraz substancje konserwująca np. kreozol. Spumogen był dodawany (rozpuszczany) do części alkalicznej gaśnicy pianowej, także dodawany był do generatorów piany gaśniczej. Następcą Spumogenu był preparat Pianol. 
Obecnie Spumogen nie jest stosowany.